# 波沃莱托
波沃莱托（義大利語：Povoletto），是意大利乌迪内省的一个市镇。总面积38平方公里，人口5608人，人口密度147.6人/平方公里（2009年）。ISTAT代码为030078。